# Els llibres de les fades
Els llibres de les fades són una col·lecció de contes populars, recollits per Andrew Lang, de gran influència al món anglosaxó. A diferència d'altres recopilacions de folklore del segle xix, l'edició va ser pensada directament per al públic infantil. Cada volum de la col·lecció rep el nom d'un color i reuneix contes de fades de diferents països. Els llibres inclouen quatre contes catalans, són Aigua de vida, El lleó ferit, La noia peix i Rosamaria.
A continuació es llisten els diferents llibres de les fades, amb la data d'aparició i els contes que hi contenen:

## El llibre blau de les fades (1889)
- L'anell de bronze
- El príncep Jacint
- Est de la Lluna i Oest del Sol
- El nan groc
- La caputxeta vermella
- La bella dorment
- La Ventafocs
- Aladí i la llàntia meravellosa
- En Joan sense por
- Rumpelstiltskin o El Nan Belluguet
- La bella i la bèstia
- La donzella hàbil
- Per què el mar és salat?
- El gat amb botes
- Fortunata
- El gat blanc
- Les filadores
- El cap terrible
- Rínxols d'or
- El conte de Whittington
- L'ovella màgica
- Polzet
- Alí Babà i els quaranta lladres
- Hänsel i Gretel o la caseta de xocolata
- Blancaneu i Flor-roja
- La noia dels ànecs
- Les fades
- El Príncep Encantador
- Barbablava
- El crèdul Joan
- El sastre valent
- Lilliput (basat en Els viatges de Gulliver)
- La princesa i el turó de vidre
- El príncep i el geni
- En Jack mata-gegants
- El brau de Norroway

## El llibre vermell de les fades (1890)
- Les sabates màgiques
- La princesa Mayblossom
- El castell Soria Moria
- Koschei
- El lladre negre
- El lladre hàbil
- Germanet i germaneta
- La princesa Rosette
- El porc màgic
- Els Norka
- La truja meravellosa
- Les mongetes màgiques
- El bon ratolí
- Graciosa i Percinet
- Les tres princeses de la terra blanca
- La veu de la mort
- Els sis ximplets
- Kari Woodengown
- Cua d'ànec
- El flautista d'Hamelín
- La nena i el llop
- La branca d'or
- Els tres nans
- Dapplegrim
- Canari encantat
- Els dotze germans
- Renelda
- El granger de la barba blanca
- Mare Hulda
- Shortshanks
- Bushy Bride
- Blancaneu
- L'ànec d'or
- El músic meravellós
- Sigurd

## El llibre verd de les fades (1892)
- L'ocell blau
- Mig pollastre
- El califa cigonya
- La guàrdia encantada
- Rosanella
- Silvain i Jocosa
- Els desitjos de les fades
- Narcís i Potentilla
- El príncep cap-de-ploma
- Els tres porquets
- Cor de gel
- L'anell encantat
- L'ocell i la poma d'or
- El soldadet de plom
- El cigne màgic
- Dirty Shepherdess
- La serp encantada
- Biter Bit
- El rei Kojata
- Fickle
- La princesa i la granota
- Els tres ossos
- Un ull, dos ulls i tres ulls
- Jorinda i Jorindel
- Allerleirauh
- Els dotze caçadors
- Spindle, Shuttle i Needle
- El taüt de vidre
- Les fulles de la serp
- La dona del granger
- Els nens d'or
- La serp blanca
- El sastret valent
- La sireneta
- La guerra entre el llop i la guineu
- El peixet d'or
- Els tres músics
- Els tres gossos

## El llibre groc de les fades (1894)
- El gat i el ratolí
- Els sis cignes
- Drac del nord
- El vestit nou de l'emperador
- El cranc d'or
- L'ocell de ferro
- El drac i la seva àvia
- L'ase
- La petita granota
- La serp de set caps
- Els animals agraïts
- Els gegants
- El príncep invisible
- El corb
- Com sis homes van viatjar pel món
- El rei bruixot
- Nixy
- Muntanya de vidre
- El mico verd
- Fairer-than-a-Fairy
- El nen i els llops
- La destral de vidre
- La dona morta
- Terra d'ànimes
- L'ànec blanc
- La bruixa i els servents
- L'anell encantat
- La filla de la reina de les flors
- El vaixell volador
- La filla de la neu i el fill del foc
- El rei congelat
- Heroi del sol
- La bruixa
- Polzeta
- Big Klaus i Little Klaus
- El príncep i l'anell
- El príncep captaire
- La princesa i el pèsol
- Les muntanyes blaves
- La capsa màgica
- La bruixa i el vaixell d'ossos
- El rossinyol mecànic
- Hermod i Hadvor
- Blockhead Hans
- Darning-needle

## El llibre rosa de les fades (1897)
- La fugida del gat
- Com es va enganyar el drac
- El regal de Nadal
- La caseta del bosc
- Uraschimataro i la tortuga
- Els Tanuki
- La caixa voladora
- El ninot de neu
- La princesa tancada
- Els tres germanets
- La reina de les neus
- L'arbre de Nadal
- Hans, el fill de la sirena
- Peter Bull
- La trampa de l'ocell
- Floc de neu
- Sé el que he après
- El sabater espavilat
- El rei que volia una dona maca
- Catherine i el seu destí
- Aigua de vida
- El lleó ferit
- L'home sense cor
- Els dos germans
- Mestre i aprenent
- El lleó d'or
- Rosamaria
- El colom blanc
- La filla dels trolls
- Esben i la bruixa
- Minon-Minette
- La donzella dels ulls brillants
- Les esposes felices
- Lindworm
- El xacal, el colom i la pantera
- La petita llebre
- Shita-kiri Suzume
- Ciccu
- Joan l'afortunat

## El llibre gris de les fades (1900)
- Pell d'ase
- Cavallet nan
- Encanteri impossible
- Dschemil i Dachemila
- Janni
- El lladre i el mentider
- Fortunatus
- Cara de cabra
- Del que va passar collint flors
- Bensurdatu
- El cavall del bruixot
- Els homenets grisos
- La reina de les illes de les flors
- Udea i els seus germans
- El llop blanc
- Mohammed i el dit màgic
- Bobino
- El gos i el pardal
- Els tres fills de Hali
- Els carcassians justos
- El xacal i la primavera
- L'os
- El fill del sol
- La filla de Buk Ettemsuch
- La guineu coixa
- Unlooked for Prince
- Els Simpleton
- Els músics de Bremen
- Els bessons
- Cannetella
- L'ogre
- Long, Broad, i Quickeye
- Prunel·la

## El llibremoratde les fades (1901)
- Un conte de Tontlawald
- El millor mentider del món
- Els tres meravellosos captaires
- Schippeitaro
- Els tres prínceps i la bèstia
- Orelles de cabra
- La gallina i les pomes d'or
- El músic del llaüt
- El príncep agraït
- El nen que va néixer d'un ou
- Stan Bolovan
- Les dues granotes
- Gazelle
- Com un peix va volar i una llebre va nedar
- Dos de cop
- Hanasaka Jiisan o el veí envejós
- La fada del capvespre
- El ganivet màgic
- Jesper
- Els treballadors de sota terra
- El nan del nas llarg
- Nunda
- Hassebu
- La noia del casc de fusta
- Els micos i els peixos
- Els nans sense cap
- L'home que va obrir els ulls
- Els nens i les estrelles d'or
- La princesa i la granota
- La princesa amagada sota terra
- La noia que volia ser un noi
- Mig-home
- El príncep que volia veure món
- Virgilius
- Mogarzea i el seu fill

## El llibre grana de les fades (1903)
- La bella Ilonka
- Luk l'afortunat
- Hairy Man
- A la teva salut!
- La llengua de les feres
- El noi que podia guardar un secret
- El príncep i el drac
- Little Wildrose
- Tiidu
- Paperarello
- Els regals del mag
- El príncep fort
- El buscador de tresors
- El vilatà i el seu gat
- El príncep que buscava la immortalitat
- Stonecutter
- L'home de la barba d'or
- Tritill, Litill i els ocells
- Els tres vestits
- Les sis feres
- El comte Piro
- Cap d'ou
- La mort d'Awu Nowas i la seva dona
- Motikatika
- Niels i els gegants
- Shepherd Paul
- El càstig de Tanuki
- El cranc i el mico
- El cavall i l'espasa
- El sastre ambiciós
- Colònia de gats
- Com trobar un autèntic amic
- Maria, la llesta
- La tetera màgica

## El llibre marró de les fades (1904)
- El roser
- Ball-Carrier
- Bunyip
- Father Grumbler
- La història dels Yara
- La llebre espavilada
- La tortuga i la seva núvia
- Geirald
- Habogi
- Com el germà petit alliberà els grans
- La llet sagrada de Koumongoe
- La lloba encantada
- El marit de la filla de la rata
- El noi i la sirena
- Pivi i Kabo
- La donzella elfa
- La domesticació dels animals
- El llenyataire afortunat
- El cap màgic
- Germana del sol
- El príncep i els tres desitjos
- Kisa
- El lleó i el gat
- Qui va ser el més ximple?
- Asmund i Signy
- Rubezahl
- El rei que volia ser més fort que el destí
- El pare ximplet
- La tortuga i el mico
- Els cavallers del peix

## El llibre taronja de les fades (1906)
- Makoma
- El mirall màgic
- El rei que volia veure el paradís
- Isuru i Gudu
- Ian, el fill del soldat
- La guineu i el llop
- El falcó blau
- Ugly Duckling
- The Two Caskets
- La sort dels Goldsmith
- El gat llest
- Manus Pinkel
- El tresor dels gegants
- Rover of the Plain
- Désirée
- La noia peix
- El mussol i l'àliga
- La granota i el lleó
- Covan the Brown-haired
- Bellaflor
- El naixement de la veritat
- Andras Baive
- El llibre màgic

## El llibre oliva de les fades (1907)
- Madschun
- El lloro blau
- Geirlug
- El rei Loc
- Samba el covard
- Kupti i Imani
- La petita Maia (una variant de Polzeta)
- El diamant talla el diamant
- El cavaller verd
- Les paraules sàvies
- El peix amb el cap d'or
- Dorani
- El metge de setí
- La cabra i el rei
- Zoulvisia
- Tot ho tens, tot ho perds
- El destí de la tortuga
- El príncep serp
- El príncep i la princesa del bosc
- El noi que va trobar la por (variant de Joan sense por)
- Guanya qui espera
- La llauna d'acer
- La fada Gangana
- El príncep silenciós

## El llibre lila de les fades (1910)
- El fill de la vídua
- El fals príncep i el veriable príncep
- El càstig de Jogi
- Cor de mico
- Pols de fada
- Un paradís perdut
- Com en Walter el valent va caçar els llops
- El rei de la cascada
- French Puck
- Les tres corones
- Història d'un nano molt dolent
- L'os marró de Noruega
- Little Lase
- Moti
- El cérvol màgic
- El conte del peix
- La cançó meravellosa
- El germà ric i el germà pobre
- La noia d'una sola mà
- Els ossos de Djulung
- El regal del rei del mar
- El cuc del gerd
- Les pedres de Plouhinec
- El castell de Kerglas
- La batalla dels ocells
- La dama de la font (potser recreació de la dama del llac artúrica)
- Els quatre dons
- The Groac'h of the Isle of Lok
- La fugida del ratolí
- Els marits
- Hoodie-Crow
- Brownie of the Lake
- Olwen